# Untere Röth
Untere Röth ist ein Gemeindeteil der kreisfreien Stadt Bayreuth im bayerischen Regierungsbezirk Oberfranken. Untere Röth liegt in der Gemarkung Colmdorf.

## Geografie
An der Stelle der ehemaligen Einöde befindet sich heute Haus Nr. 28 der Äußeren Badstraße.

## Geschichte
Röth gehörte zur Realgemeinde Colmdorf. Gegen Ende des 18. Jahrhunderts bestand Röth aus einem Anwesen. Die Hochgerichtsbarkeit stand dem bayreuthischen Stadtvogteiamt Bayreuth zu. Das bayreuthische Amt St. Johannis war Grundherr des Tropfhauses.
Von 1797 bis 1810 unterstand der Ort dem Justiz- und Kammeramt Bayreuth. Mit dem Gemeindeedikt wurde Untere Röth dem 1812 gebildeten Steuerdistrikt Sankt Johannis und der zugleich gebildeten Ruralgemeinde Colmdorf zugewiesen. Am 1. April 1939 wurde Untere Röth nach Bayreuth eingegliedert.

### Einwohnerentwicklung
| Jahr      | 001822 | 001861 | 001871 | 001885 | 001900 | 001925 | 001950 | 001961 | 001970 | 001987 |
| Einwohner | *      | 8      | 10     | 5      | 5      | 4      | 4      | 157    | 124    | †      |
| Häuser    | *      |        |        | 1      | 1      | 1      | 1      | 1      |        | †      |
| Quelle    | [ 5 ]  | [ 7 ]  | [ 8 ]  | [ 9 ]  | [ 10 ] | [ 11 ] | [ 12 ] | [ 13 ] | [ 14 ] | [ 15 ] |

## Religion
Untere Röth ist evangelisch-lutherisch geprägt und nach St. Johannis gepfarrt.